# Chashma-Ayubs mausoleum

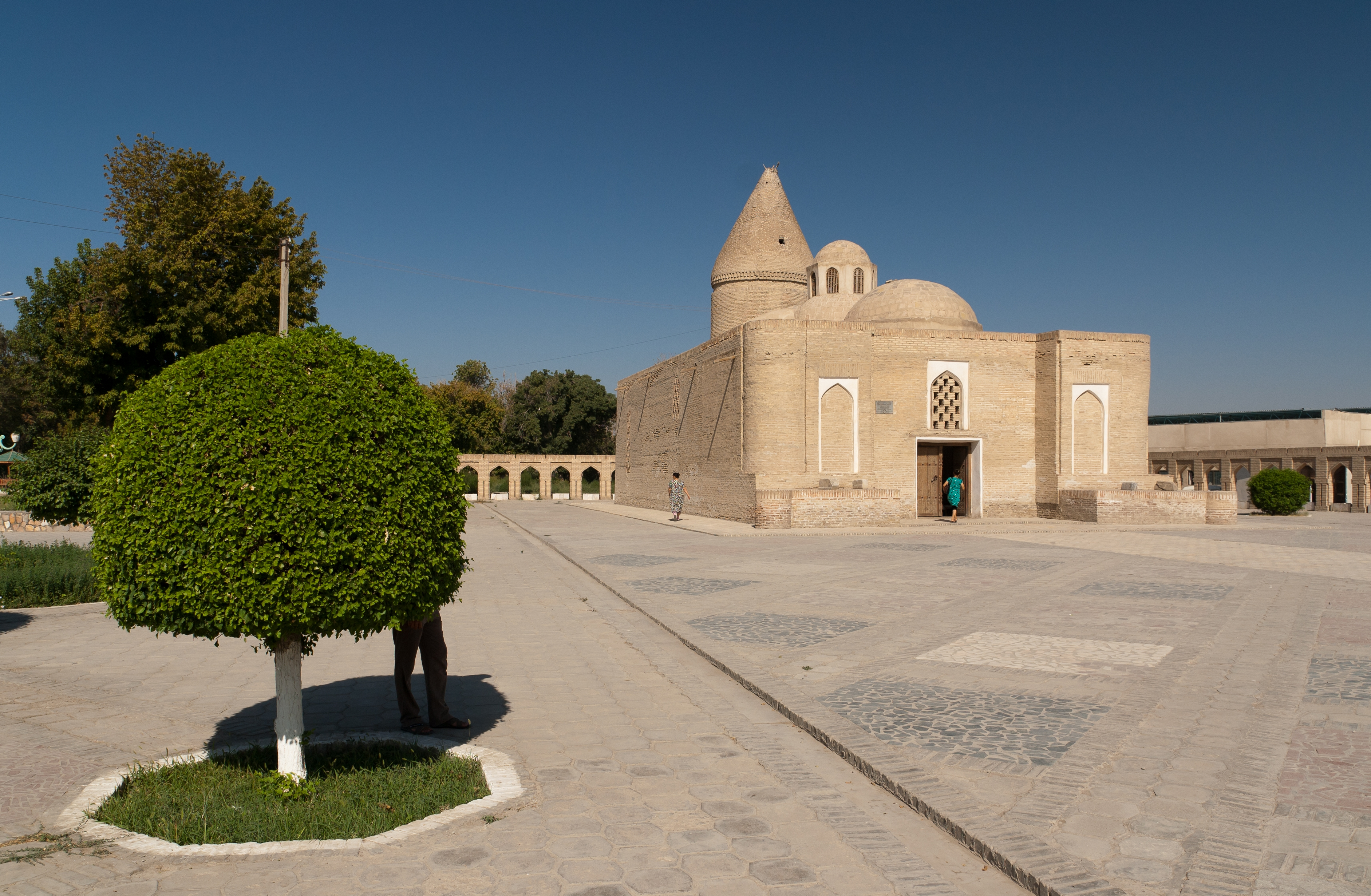
Chashma-Ayubs mausoleum.

Chashma-Ayubs mausoleum ligger nära Ismail Samanis mausoleum i Bukhara, Uzbekistan. Dess namn betyder Ayubs källa, på grund av legenden i vilken Ayub besökte denna plats och fick fram en källa genom att slå på marken med sin stav. Vattnet från denna källa är ännu ren och sägs ha helande krafter. Den nuvarande byggnaden uppfördes under Timurs styre och kännetecknas av sin koniska kupol i Khwarazmstil, en ovanlig typ i Bukhara.

## Beskrivning
Chashma-Ayubs mausoleum litter i mitten av en liten, forntida gravplats. Byggnaden har under årens lopp förfallit något, men de bevarade delarna representerar en kombination av en harmonisk ingångsportal och intill den finns resterna av den västra omslutningsmuren.
Portalens layout följer det traditionella mönstret, och utgörs av två pyloner som bildar nischen som överlappas av semivalvet. Den II-formade ramen, insidan som formar motsatta ytan, tympanum och ktoba, är slutförd med en inskription ovanför lansettbågen. Den norra delen av nischportalen är en avgränsad gavelmur med en dörrpost. Från västra slutet är portalen ansluten till en djup tegelmur som mäter 5,9 meter av vilken den västra delen har förlorats. Muren hade en formen av en trapets med en enorm bas. Det centrala rummet är övertäckt av den spetsiga kupolen. Förutom byggnadens proportioner, har monumentet en genomtänkt och perfekt genomförd dekoration, den grundläggande delen är koncentrerade till portalen. Den effektivaste platsen i den allmänna kompositionen av dekorationen är ktoban, fylld med inskriptioner på arabiska på en bakgrund av botanisk ornamentering. Portalens ram på utsidan markeras av det II-formade området, förstärkt av girikh genom sammanflätade oktaedrar, gjorda av terrakottategel. Glaserade insättningar i turkos fyller de centrala oktagonala socklarna. Ett band gränsar till ramen och ktoban. Monumentets historiska värde består i det exakta datument skrivet på ktoba (år 1208-1209) eller år 605 enligt den muslimska kalendern.

## Världsarvsstatus
Platsen sattes den 18 januari 2008 upp på Uzbekistans tentativa världsarvslista

### Fotnoter
1. 1 2  ”Chashma-Ayub Mausoleum” (på engelska). UNESCO World Heritage Centre. http://whc.unesco.org/en/tentativelists/5304/. Läst 9 augusti 2012.